# Dholkha (dystrykt)

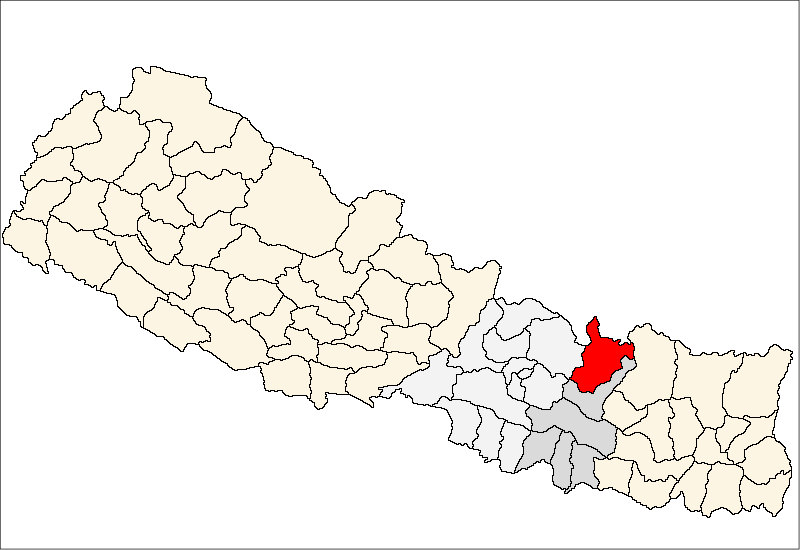
Dystrykt Dholkha

Dystrykt Dholkha (nep. दोलखा) – jeden z siedemdziesięciu pięciu dystryktów Nepalu. Leży w strefie Dźanakpur. Dystrykt ten zajmuje powierzchnię 2191 km², w 2011 r. zamieszkiwało go 186 557 ludzi. Stolicą jest Charikot.